# Lodno
Lodno (bis 1927 slowakisch auch „Lodné“; ungarisch Lodnó) ist eine Gemeinde im Nordwesten der Slowakei mit 967 Einwohnern (Stand 31. Dezember 2024) und liegt im Okres Kysucké Nové Mesto, einem Kreis des Žilinský kraj, und zugleich in der traditionellen Landschaft Kysuce.

## Geographie
Die Gemeinde befindet sich im Bergland Kysucká vrchovina im Tal des Baches Lodňanka zwischen den Bergen Kýčera und Pleš. Die Höhe variiert von 510 m n.m. bis 840 m n.m. Das Ortszentrum liegt auf einer Höhe von 513 m n.m. und ist zehn Kilometer von Kysucké Nové Mesto sowie jeweils 20 Kilometer von Čadca und Žilina entfernt.
Nachbargemeinden sind Klubina im Norden, Stará Bystrica im Osten, Radôstka im Südosten, Povina im Süden sowie Kysucký Lieskovec im Westen und Nordwesten.

## Geschichte
Lodno entstand in der zweiten Hälfte des 17. Jahrhunderts auf damaligem Gemeindegebiet von Kysucký Lieskovec und wurde zum ersten Mal 1658 als Lodne schriftlich erwähnt. Es war damals Teil des Herrschaftsgebiets von Budatín. 1787 hatte die Ortschaft 89 Häuser und 481 Einwohner, 1828 zählte man 108 Häuser und 834 Einwohner, die unter anderem als Bürstenbinder, Drahtbinder, Holzverarbeiter, Landwirte, Schafhalter und Siebmacher beschäftigt waren.
Bis 1918 gehörte der im Komitat Trentschin liegende Ort zum Königreich Ungarn und kam danach zur Tschechoslowakei beziehungsweise heute Slowakei. 1965 wurde die Gemeinde von einem Hochwasser heimgesucht.

## Bevölkerung
| Jahr                | 1994 | 2004     | 2014    | 2024    |
| ------------------- | ---- | -------- | ------- | ------- |
| Anzahl der Personen | 896  | 991      | 1003    | 967     |
| Unterschied         |      | +10,60 % | +1,21 % | −3,58 % |

| Jahr                | 2023 | 2024    |
| ------------------- | ---- | ------- |
| Anzahl der Personen | 963  | 967     |
| Unterschied         |      | +0,41 % |

Nach der Volkszählung 2011 wohnten in Lodno 997 Einwohner, davon 989 Slowaken sowie jeweils ein Magyare, Pole und Tscheche. Fünf Einwohner machten keine Angabe zur Ethnie.
963 Einwohner bekannten sich zur römisch-katholischen Kirche sowie jeweils zwei Einwohner zur Bahai-Religion, zur Evangelischen Kirche A. B. und zur griechisch-katholischen Kirche; sechs Einwohner bekannten sich zu einer anderen Konfession. Acht Einwohner waren konfessionslos und bei 20 Einwohnern wurde die Konfession nicht ermittelt.

## Bauwerke
- Glockenturm aus dem Anfang des 19. Jahrhunderts
- moderne römisch-katholische Peter-und-Paul-Kirche aus dem Jahr 2000